# Chugwater (Wyoming)
Chugwater város az USA Wyoming államában, Platte megyében. Lakosainak száma 175 fő (2020. április 1.).

## Népesség
A település népességének változása:

| 2010 | 212 |
| 2020 | 175 |